# Langue de départ
En traduction, en terminologie et en interprétation, la langue de départ est la langue dans laquelle un énoncé faisant l'objet d'un transfert linguistique vers une autre langue, langue d'arrivée, est formulé. Aussi appelée langue source, la langue de départ a comme antonyme langue d'arrivée ou encore langue cible.